# Clayton West
Clayton West är en ort i civil parish Denby Dale, i distriktet Kirklees, Storbritannien. Den ligger i grevskapet West Yorkshire och riksdelen England, i den centrala delen av landet, 250 km norr om huvudstaden London. Clayton West ligger 127 meter över havet och antalet invånare är 8 109. Clayton West var en civil parish 1866–1974 när blev den en del av Denby Dale. Civil parish hade 1 682 invånare år 1951. Byn nämndes i Domedagsboken (Domesday Book) år 1086, och kallades då Claitone.
Terrängen runt Clayton West är platt åt nordost, men åt sydväst är den kuperad. Runt Clayton West är det tätbefolkat, med 659 invånare per kvadratkilometer. Närmaste större samhälle är Barnsley, 9,8 km sydost om Clayton West. Trakten runt Clayton West består i huvudsak av gräsmarker.